# Maríza Koch
 (mars 2013).
Si vous disposez d'ouvrages ou d'articles de référence ou si vous connaissez des sites web de qualité traitant du thème abordé ici, merci de compléter l'article en donnant les références utiles à sa vérifiabilité et en les liant à la section « Notes et références ».
Maríza Koch (grec moderne : Μαρίζα Κωχ), née le 14 mars 1944 à Athènes, est une chanteuse, compositrice et musico-pédagogue grecque.

## Biographie
Maríza Koch est née à Athènes, en pleine Seconde Guerre mondiale. Sa mère grecque et son père allemand se sont mariés durant l'occupation ; ils ont eu deux filles, Irène (Ειρηνη, qui signifie la paix en grec) et Mariza. Son père disparaît à la fin de la guerre. Mariza grandit avec sa mère et sa sœur à Plaka ; à l'âge de 9 ans, elles vont vivre à Santorin, d'où sa mère est originaire. Dans les îles, l’absence des hommes fait que les femmes devaient chanter les psaumes orthodoxes.A travers ces chants, Mariza est nourrie par la culture populaire traditionnelle et la musique byzantine.
À partir de 1971, elle commence à chanter d’une manière professionnelle sous la junte militaire. Sa voix est très vite repérée par le compositeur Manos Hadjidakis et par Mikis Theodorakis.
Elle commence sa carrière musicale avec un album intitulé "Arabas", qui est composé de chansons traditionnelles grecques mélangés avec des rythmes inhabituels traditionnels et des sons instrumentaux modernes électroniques. 
.En 1976, Maríza représente son pays au Concours Eurovision de la chanson 1976 avec la chanson "Panayia Mou, Panayia Mou" (παναγια μου, παναγια μου qui signifie Notre Dame), sous haute tension, puisque la chanson évoque implicitement l'invasion de Chypre par l'armée Turque. C’est Manos Hadjidakis lui a demande de préparer une chanson pour se présenter à l’ Eurovision. Elle a écrit la musique et les paroles de la chanson. Sur un rythme traditionnel et en mixant des rythmes jazz, elle a créé une version contemporaine du chant rationnelle de lamentation. Elle s’est présenté devant le public habillée comme une ancienne tragédienne ainsi elle a dénoncé l’occupation turque du nord de l’ île de Chypre. Avec cette chanson, elle est devenue le symbole de la Grèce debout qui n’oublie jamais de se battre pour ses valeurs comme la liberté. 
Sa carrière a réhabilité la culture populaire à travers la chanson traditionnelle, notamment celles des îles et de l’Asie Mineure, en ajoutant des rythmes inspirés du jazz et en y ajoutant de la musique électronique. Elle a familiarisé les nouvelles générations avec un contenu achronique, hors temps, et toujours d’actualité. 
Dans les années 1990, elle va encore plus loin au niveau de la musique populaire, quand elle enregistre un répertoire inédit, puis en 1996, elle crée sa propre maison de disque pour promouvoir les musiques traditionnelles de toutes les régions de Grèce.
À cette époque, elle crée aussi une école de musique à Athènes, à Plaka : centre musique corporelle et mouvement et discours (logos). Parallèlement, elle organise des orchestres pour jeunes sur des chansons traditionnelles au Conservatoire d’Athènes.
En 2018, pour toutes ses nombreuses contributions, elle est honorée par l'Unesco.
Son répertoire est composé de vingt-trois disques et elle a collaboré avec les plus grands compositeurs grecs ; elle chante également des poèmes populaires et des œuvres de poètes reconnus.

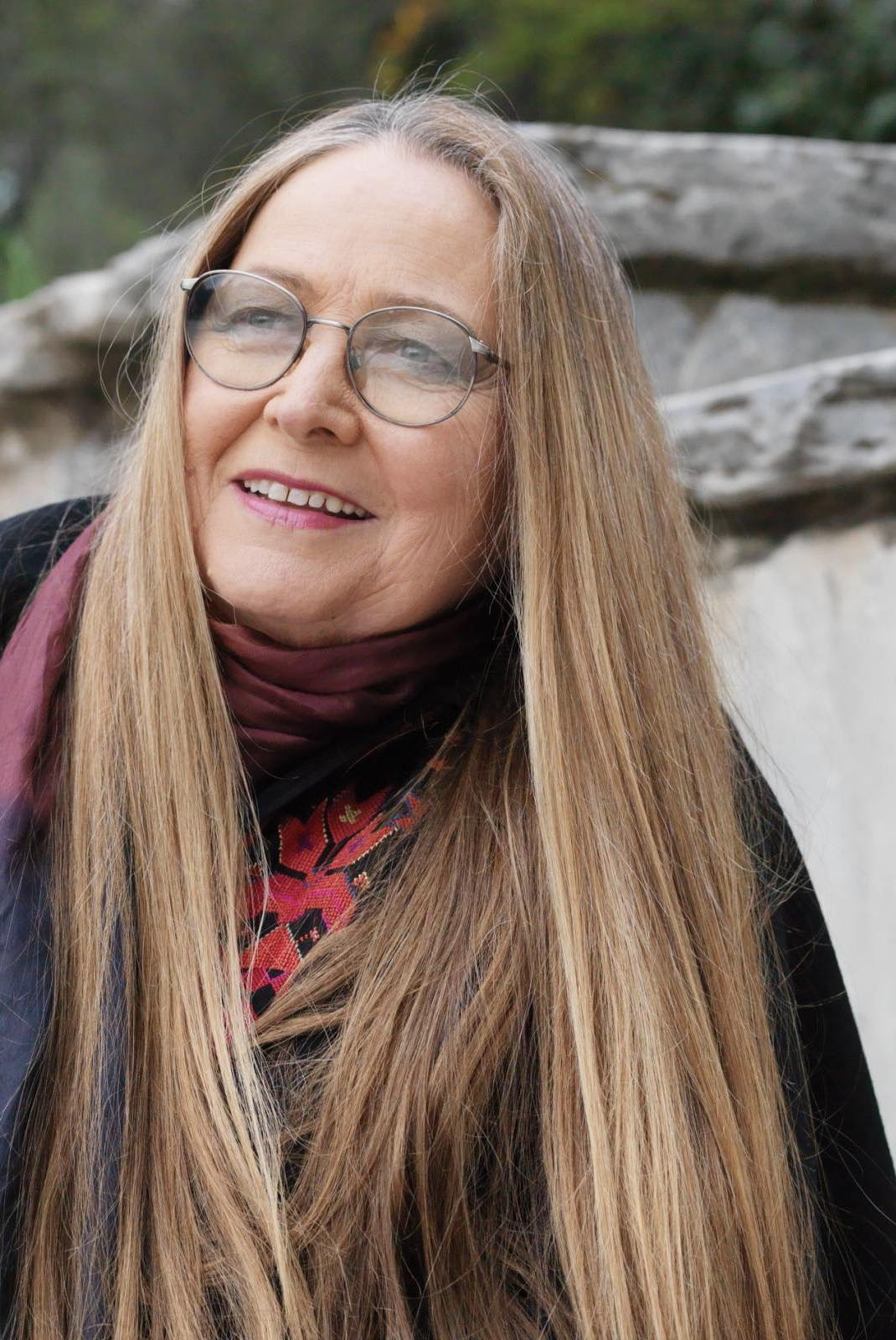
Mariza Koch

## Discographie
- 1971 "Αραμπάς" Arabas (Cart), the first Golden Disc in the history of Greek music
- 1973 "Μια στο καρφί και μια στο πέταλο" Mia sto karfi ke mia sto petalo (One blow at the nail and one at the horseshoe)
- 1974 "Η Μαρίζα Κωχ και δυο ζυγιές παιχνίδια" I Mariza Koch ke dio zygies pechnidia (Mariza Koch and two pounds of toys)
- 1976 "Παναγιά μου Παναγιά μου" Panagia mou Panagia mou (My Holy Mother, my Holy Mother)
- 1976 "Άσε με να ταξιδέψω" Ase me na taksidepso (Let me travel)
- 1977 "Μαρίζα Κωχ" Mariza Koch
- 1978 "Μια εκδρομή με τη Μαρίζα" Mia ekdromi me tin Mariza (A trip with Mariza)
- 1978 "Ένα περιβόλι γεμάτο τραγούδια" Ena periboli gemato tragoudia (A garden full of songs)
- 1979 "Αιγαίο 1" Egeo 1 (Aegean 1)
- 1979 "Αιγαίο 2" Egeo 2 (Aegean 2)
- 1980 "Ο Καθρέφτης" O kathreptis (The Mirror)
- 1982 "Στο βάθος κήπος" Sto vathos kipos (Garden in the Back)
- 1986 "Τα παράλια" Ta paralia (The beach songs)
- 1988 "Εθνική Οδός" Ethniki Odos (National Road)
- 1990 "Οι δρόμοι του μικρού Αλέξανδρου" I dromi tou mikrou Alexandrou (The roads of little Alexander)
- 1992 "Διπλή Βάρδια" Dipli Vardia (Double guard duty)
- "Η γοργόνα ταξιδεύει τον μικρό Αλέξανδρο" I gorgona taxidevi ton mikro Alexandro
- "Μια εκδρομή με τις εννέα μούσες" Mia ekdromi me tis ennea mouses (A trip with the nine muses)
- "Σαν ουράνιο τόξο" San ouranio toxo (Like a Rainbow)
- "Να τα πούμε" Na ta pume (Let's say it)
- "Μια γιορτή με τη Μαρίζα" Mia giorti me tin Mariza (A celebration with Mariza)
- "Τα χρωματιστά τραγούδια" Ta chromatista tragoudia (The coloured songs)
- 2002 "Διπλή Βάρδια" Dipli Vardia (Double guard duty)
- 2003 "Φάτα μοργκάνα" (Fata morgana)
- 2004 "Ραντεβού στην Αθήνα" Randevou stin Athina (Rendezvous in Athens)
- 2004 "Πνοή του Αιγαίου" Pnoi tu Egeou (Breath of Aegean)
- "Σ΄ αυτή την πόλη" S'avti tin poli (In this city)
- "Το τροπάριο της Κασσιανής" To tropario tis Kassianis (The hymn of Cassiane)
- "Τα παράλια" Ta paralia (The beach songs)
- 2009 "Πάνω στη Θάλασσα εγώ τραγουδώ" Pano sti Thalassa ego tragoudo (Above the sea I'm singing)